# Álvaro do Carvalhal
Álvaro do Carvalhal Sousa Teles (Argeriz, 3 febbraio 1844 – Coimbra, 14 marzo 1868) è stato uno scrittore portoghese.

## Biografia
La vita di Álvaro do Carvalhal è stata breve. Nacque ad Argeriz, una piccola località della regione Trás-os-Montes e Alto Douro. Frequentò il liceo umanistico a Braga, dove iniziò a pubblicare poesie e prose nei giornali locali e iniziò a comporre il suo primo "romanzo" (termine col quale definiva i suoi racconti). Nel 1862 pubblicò il dramma «O castigo da vingança!». Nello stesso anno si iscrisse alla scuola di diritto dell'Università di Coimbra, città dove allacciò rapporti con la redazione della rivista A Folha e con alcuni giovani intellettuali, soprattutto José Simões Dias (1844-1899) e João Penha, che in seguito faranno parte della cosiddetta "Geração de 70" ("Generazione del 70" o "Generazione di Coimbra").
All'età di 24 anni, quando frequentava il quarto anno di scuola di diritto a Coimbra, gli fu diagnosticata la presenza di aneurisma. Angosciato e consapevole del poco tempo che gli rimaneva da vivere, cercò di organizzare la raccolta dei suoi racconti, che però non riuscì a rivedere completamente: i suoi Contos saranno pubblicati postumi a cura di José Simões Dias. 
Fra i Contos è compreso il racconto lungo Os canibais (in lingua italiana: I Cannibali), considerato unanimemente il capolavoro di Carvalhal e uno dei più alti esempi del genere nero. Il racconto ha conosciuto negli ultimi anni un notevole successo grazie soprattutto al film omonimo di Manoel de Oliveira diretto nel 1988 su libretto e musica di João Paes.

## Opere
- O castigo da vingança! (1862)
- Contos (1868)
  - Contos, fixação de texto e posfácio de Gianluca Miraglia, Lisboa: Assírio e Alvim, 2004, ISBN 972-37-0819-1.
  - 6 contos frenéticos, escritos por Álvaro do Carvalhal; introdução, notas, revisão ortográfica e pontuação de Manuel João Gomes, Lisboa: Editora Arcádia, 1978
- Os canibais, Coimbra: Alma Azul, 2004, ISBN 972-8580-67-3